# 巴斯克手杖

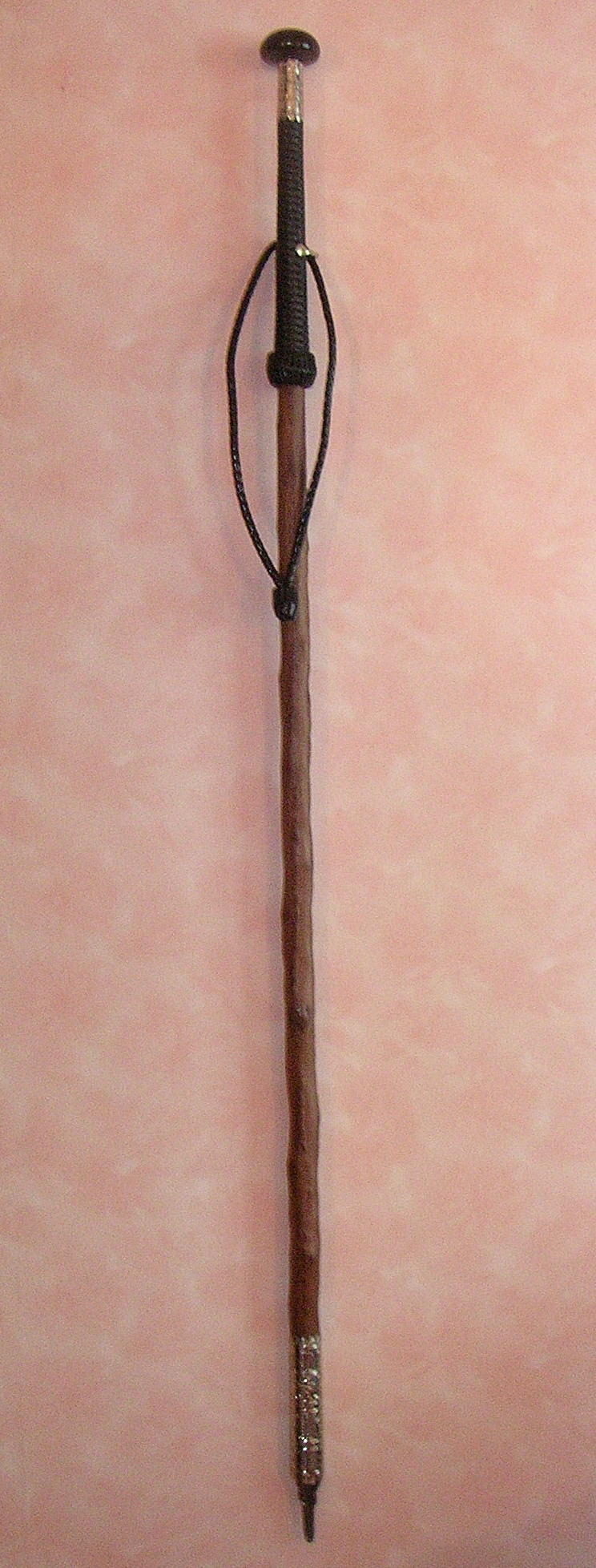
配有配件的巴斯克手杖

巴斯克手杖是巴斯克人使用的传统手杖，也是巴斯克文化的象征物之一。它曾被作为礼物赠与曼德拉、丘吉尔、戴高乐等政要及多国各界名人。
在巴斯克地区“伦达卡里”（主席或市长）的就职仪式中，手杖是政治权力的象征。

## 语源
在巴斯克語，“makila”有棍棒，锤矛之意。在巴斯克地區之外，它被视为一种独特的文化。

## 图片

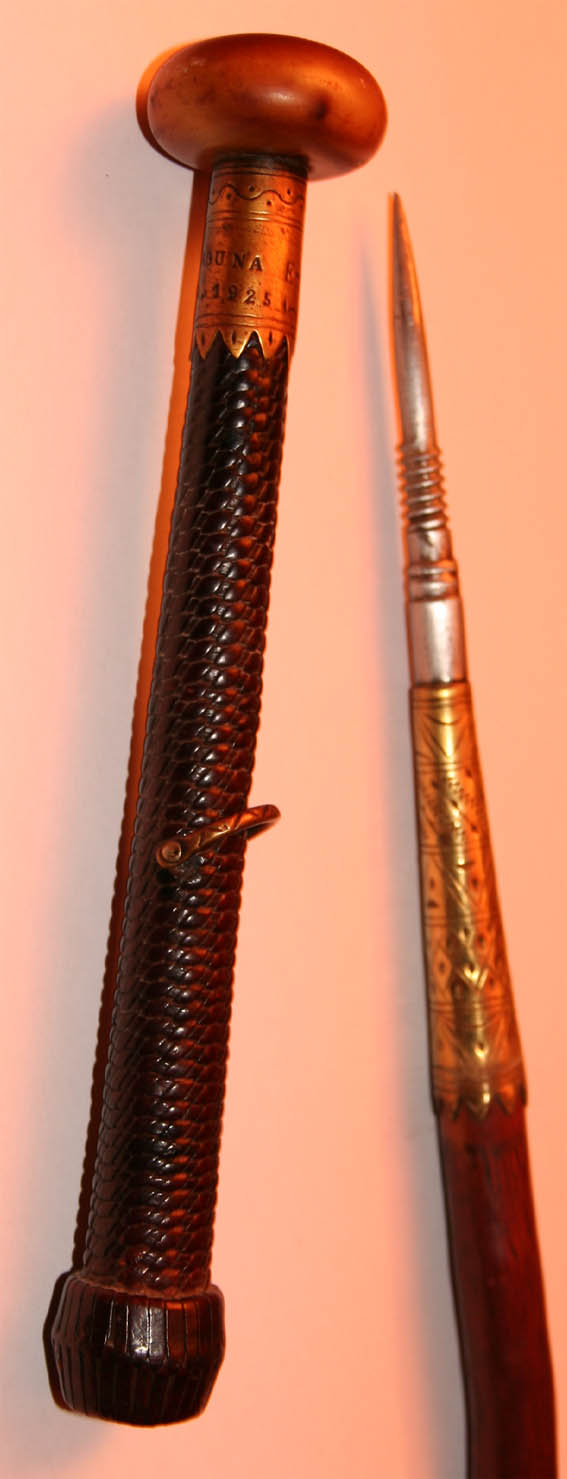
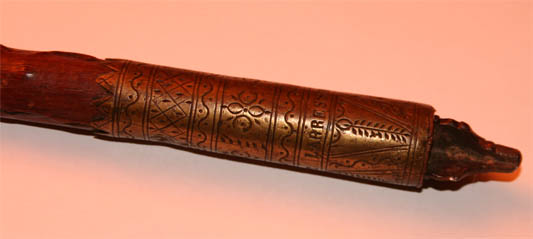
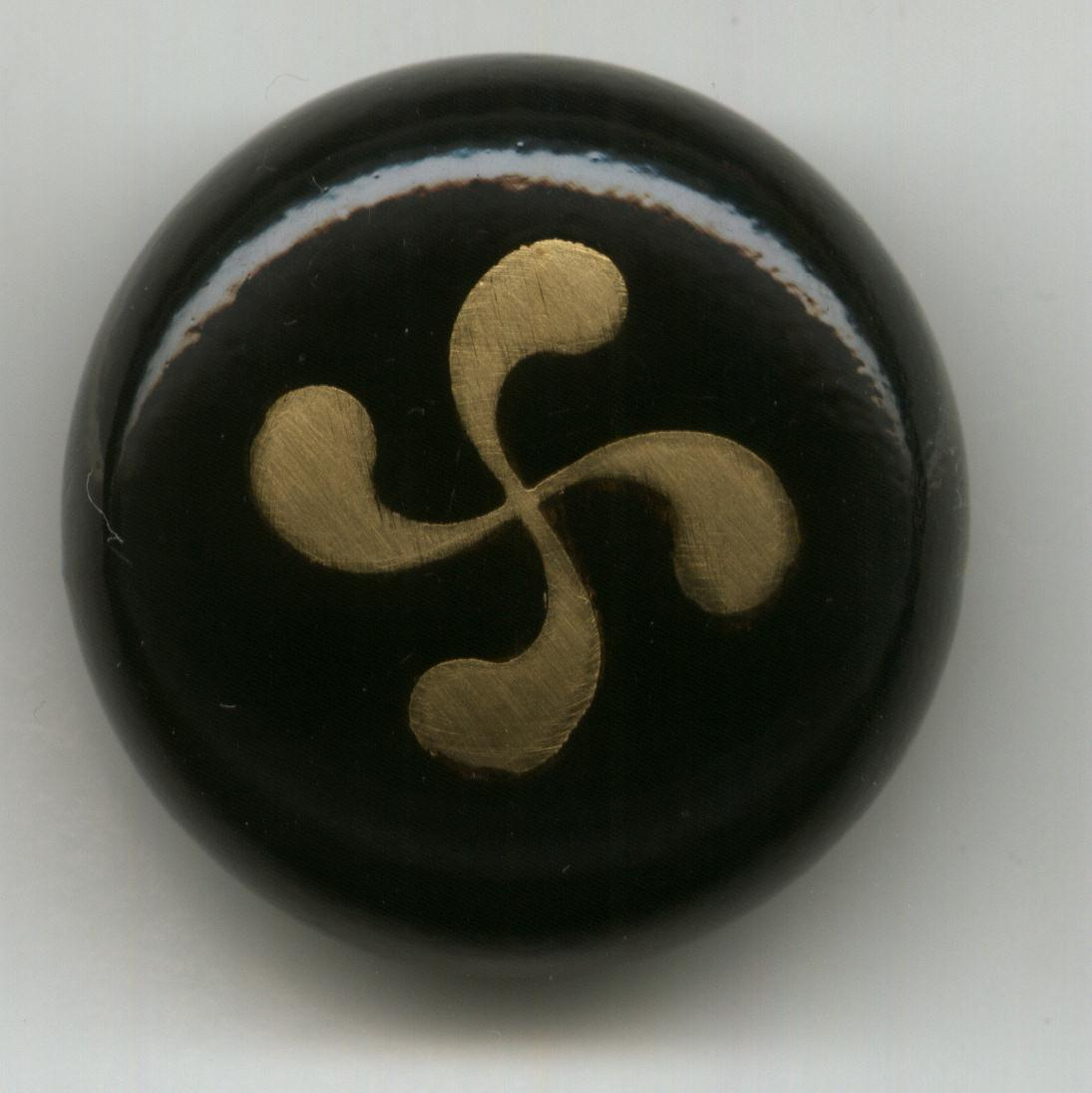
手杖上雕刻的巴斯克十字图案